# Rencontres internationales de Lure
 (août 2012).
Les Rencontres Internationales de Lure sont créées en 1952 à Lurs-en-Provence à l'initiative de Maximilien Vox, en compagnie de Jean Garcia, Robert Ranc (1905-1984), Jean Giono et Lucien Jacques. Ces rencontres réunissent chaque été des typographes, des éditeurs, des graphistes et d’autres passionnés des lettres, des signes et des échanges.

## Historique

### Origines
Maximilien Vox, alors éditeur à Paris, fut conduit à Lurs par Jean Giono. Frappé par la beauté exceptionnelle de ce site perché sur un éperon rocheux situé entre la Durance et la montagne de Lure et, malgré un village en état de délabrement fort avancé, Maximilien Vox eut alors l'idée d'y faire venir tous ses amis typographes, éditeurs, photographes, etc. pour réfléchir sur leurs professions loin des agitations de la capitale. Jean Giono lui assura alors : Vous allez réussir parce que vous parlerez métier ! .

### Premières réunions
Les premières Rencontres débutèrent donc en 1953 sous la dénomination École de Lure ou École de la montagne de Lure ou encore Entretiens de Lurs.
Au départ simple réunion d'amis, les Rencontres s'enrichirent rapidement de participants étrangers et se constituèrent en association loi de 1901, le 15 avril 1957, sous la dénomination Association des Compagnons de Lure. Le siège social est fixé 13, rue de Grenelle à Paris, dans les locaux des Publications Françaises, maison d'édition alors récemment reprise par l'illustrateur Pierre-Eugène Lamaison (1896-1980), l'un des premiers Compagnons, administrateur général de l'association.

### Philosophie
Le règlement intérieur précisait dans son article premier : Le Rendez-vous de Lure est une Retraite Graphique Internationale, organisée annuellement par l'Association des Compagnons de Lure, dans les maisons de la Fondation Monod-Vox à Lurs (Basses-Alpes).

Les Compagnons de Lure souscrivent au serment rédigé par Maximilien Vox en 1953 : 

« Par le Verbe incarné, par l'Alpha et par l'Oméga, par la montagne de Lure, je fais vœu de mépriser le lucre, de renoncer à la gloriole, et de servir l'esprit. »

— Maximilien Vox, 1953
La Communauté décide de sept piliers sur lesquels s'appuyer :

1. Le génie du lieu ou le coup de bleu.
2. Le rêve utopique : une communauté
3. Une épine dorsale : la typographie.
4. Une philosophie : la graphie latine.
5. Une prédilection : la mort de Gutenberg.
6. Un programme d'action : il faut évangéliser les robots.
7. Une évidence, pas si évidente que ça : une phonétique de l'œil.

### Expansion internationale
En 1955, les Compagnons sont au nombre de 40 dont 10 étrangers ; en 1956, ils sont 65 : français, suisses, anglais, italiens… Pour la première fois, le programme se développe à partir d'un thème proposé par Maximilien Vox : L'alphabet est-il complet ? Les exposés sont suivis d'interminables discussions, les après-midi consacrés à de longues promenades dans la campagne. Peu à peu, le programme, toujours articulé à partir d'un thème, se structure en conférences et discussions, parfois très animées.

### Modus vivendi
John Dreyfus résumera en 1970 ce qui fait la valeur des Rencontres : 

« C'est un capital de s'éloigner de son travail quotidien (téléphone et courrier) pour avoir la liberté de discuter les choses à fond. Et quand je dis les choses, je ne veux pas dire simplement les empattements ou les autres détails, mais l'esprit dans lequel nous entreprenons notre activité typographique, graphique ou littéraire. »

— John Dreyfus, 1970

### Intervenants célèbres
En plus de 70 ans, les Rencontres ont accueilli nombre de personnalités du monde de la typographie, de la littérature et du graphisme, de la photographie, du cinéma, des sciences sociales, parmi lesquelles :
- Typographes : Frank Abediaye, Bernard Arin, Gérard Blanchard, Josef Müller-Brockman, Fernand Baudin, Matthew Carter, Carl Dair, Roger Excoffon, Adrian Frutiger, Marcel Jacno, Franck Jalleau, Ladislas Mandel, Robert Massin, José Mendoza, Stanley Morison, Aldo Novarese, Marcel Olive, Charles Peignot, René Ponot, Nicolas Taffin, Hermann Zapf
- Calligraphes : François Boltana, Vincent Deboer, Roger Druet, Vincent Geneslay, Roger Gorrindo, Abdollah Kiaie, Denise Lach, Jean Larcher, Claude Mediavilla, Henri Mérou, Brody Neuenschwander, Laurent Pflughaupt, Julien priez, Carl Rorhs, Véronique Sabard, Kitty Sabatier
- Graphistes, designers : Reza Abedini, Philippe Apeloig, Ruedi Baur, Pierre Bernard, Erich Brechbuhl, Lucien De Roeck, Pierre di Sciullo Dick Dooijes, Paul et Peter Gabor, Raymond Gid, Margaret Gray, Gérard Ifert, Werner Jeker, Cyril de La Patellière, Pippo Lionni, Massin, Philippe Millot, Michel Olyff, Rémy Peignot, Vincent Perrottet, Roger Pfund, Étienne Robial, David Jonathan Ross, Raymond Savignac, Susanna Shannon, Roger Tallon, Thérèse Troïka, Niklaus Troxler, Laurent Ungerer, François Weil, Jean Widmer, Catherine Zask
- Écrivains : Michel Butor, Claro, Alain Damasio, Tim Ingold, Eugène Ionesco, Annie Le Brun, Benoît Peeters, Jérôme Peignot
- Éditeurs : Henri Jonquières, Hubert Nyssen, Yves Perrousseaux, François Richaudeau, Robert Morel, Jean-Philippe Zappa
- Photographes, cinéastes : Jean-Christophe Averty, Pierre Étaix, Jean-Paul Goude, Paul Grimault, Peter Knapp
- Artistes : Georges Mathieu, Ramuntcho Matta, Raymond Savignac Bernard Villemot
- Sciences humaines et sociales : Jacques André, Jacques Bertin, Annie Berthier, Pierre-Damien Huyghe, Henri Laborit, Annick Lantenois, Alan Marshall, Anthony Mazure, Abraham Moles, Alain Rey, Emmanuël Souchier, Serge Tisseron
- Informatique et numérique : Bert Bos, Wendy Mackay, Étienne Mineur, Jean Véronis

### Les Rencontres aujourd'hui
Les Rencontres Internationales de Lure tiennent toujours leur principale manifestation à Lurs, chaque année, la dernière semaine complète du mois d'août.
Réunis à La Chancellerie, bâtiment offert à l'association par Maximilien Vox en plein cœur du village de Lurs, les Compagnons découvrent, se confrontent et discutent sur les problématiques de la typographie, de la création de caractères, de la mise en page, des nouvelles technologies et, plus généralement, de tout ce qui fera l'avenir de leur métier dans les cinq ou dix ans à venir.
En 1970 Cyril de La Patellière présente son alphabet créé. La maquette de ses affiches pour les Rencontres se trouvent au "Centre Jean Giono" à Manosque.
Fidèles à leur tradition, ces Rencontres mêlent les professionnels les plus éminents, les maîtres de leur discipline, des professionnels moins renommés mais à la recherche de l'excellence et les jeunes générations déjà en exercice ou encore aux études. Sous l'impulsion de Gérard Blanchard, l'association s'est ouverte progressivement à tous, des années 1970 à 2010. Elle est aujourd'hui paritaire, représentant l'évolution des métiers du livre et de la typographie.
Un numéro de la revue Graphê (numéro 52) est consacré en juin 2012 aux Rencontres de Lure. Elles éditent également la revue interdisciplinaire annuelle Après / Avant .

### Buts et finalités
L'apport des Rencontres tel que défini par l'éditeur Michel Brient en 1962 est toujours d'actualité : 

« À Lurs, symbole de vie, rien n'est définitif. Cette Rencontre est une confrontation et il appartient à chacun d'y apporter beaucoup pour y retirer ce qu'il en espère. S'il est quelque détracteur, nous lui disons qu'il est bon que chaque année, sur une colline de Haute Provence, des hommes viennent quelques jours, de tous les coins de France et du monde, pour confronter leurs idées sur un métier qu'ils aiment, et aussi prendre conscience de leurs tâches, si modestes soient-elles, de leurs positions, par conséquent de leurs responsabilités, dans les courants  qui entraînent notre civilisation vers son destin,. »

— Michel Brient, 1962